# Căușeni
Căușeni es una localidad de Moldavia, en el distrito (Raión) de Căușeni.
Se encuentra a una altitud de 17 m sobre el nivel del mar. Se ubica en el cruce de las carreteras R26, R30 y R31, unos 50 km al sureste de la capital nacional Chisináu.
Se conoce su existencia desde el siglo XV y adquirió estatus urbano en 1965. Su edificio más antiguo es una iglesia del siglo XVII. Históricamente era un importante shtetl, formando los judíos el 45% de la población en 1897.

## Demografía
Según estimación 2010 contaba con una población de 20 135 habitantes.